# Diplomati
Diplomati, (fransk diplomatie fra latin diploma, skrivelse, brev) betød oprindeligt videnskaben om statsdokumenter, men er i denne betydning afløst af ordet diplomatik. Dernæst betegner diplomati også videnskaben om varetagelsen af staternes gensidige forhold og de i udenrigske statsforhandlinger brugelige regler og former. Diplomati i denne betydning, omfattende statsforhandlingskunsten og alle dertil hørende regler, stammer først fra slutningen af 1700-tallet. Endelig betegner diplomati det ved et lands udenrigske repræsentation beskæftigede personale, derunder i videste forstand også personalet i de forskellige udenrigsministerier, men oftest repræsentationen i andre lande, der  kan have rang af ambassade, højkommissariat, legation eller konsulat.
Ordet diplomati anvendes også for at beskrive kunsten at vælge formuleringer omsorgsfuldt – man kan udtrykke sig diplomatisk.

## Diplomatiets historie
Så længe virkelig ordnede stater har eksisteret jævnsides, i anerkendt retsforhold, uden permanent krigstilstand, har der imellem dem været opretholdt mere eller mindre faste forbindelser enten gennem herskernes personlige møder eller ved sendebud. Fra de ældste historiske riger, Babylonien, Assyrien, Egypten, Grækenland og den romerske republik/Romerriget haves adskillige efterretninger om sådanne diplomatiske sendinger. Et eksempel på oldtidsrigernes udenrigske samkvemsformer haves i den berømte diplomatiske korrespondance på lertavler med kileskrift, der for i 1887 blev fundet i en egyptisk landsby, Tell el-Amarna, og hvoraf det fremgik, at akkadisk (eller rettere babylonsk) omkring 1500 f.Kr. anvendtes som diplomatisk sprog i Vestasien.
Navnlig for det romerske riges vedkommende udviklede der sig efterhånden visse faste former for krigserklæringer, fredsslutninger og traktatmæssige aftaler. Disse former sammenfattedes
under navnet jus fetiale, og et kollegium af præster, fetialerne, vågede over, at de folkeretlige akter og ceremonier fandt Sted på rette måde. Mange senere diplomatiske termer stammer allerede fra denne tid.
Traditionerne fra Romerriget bevaredes i middelalderen af de institutioner, der overtog Roms krav på verdensherredømmet: det tysk-romerske rige og den pavelige kurie. Paven udsendte sine nuntier og legater, der som pavens repræsentanter skulle gennemføre hans bestemmelser, undersøge og pådømme tvistemål etc. Middelalderens fyrster udvekslede også indbyrdes sendemænd, men disse forbindelser havde en mere tilfældig karakter fremkaldt af øjeblikkets krav.
Efterhånden som nationalstaterne og bysamfundene konsolideredes, og det indbyrdes samkvem imellem landene øgedes, blev det en nødvendighed for regeringerne at træde i nærmere forbindelse med hverandre. Således gør dette sig gældende for Hanseforbundet pga. dets omfattende sammenslutning og mangesidige underhandlinger i handelens og samfærdselens interesse. I Italien, hvor de mange småstater ustandselig intrigerede indbyrdes om magten og dannede forbund og ligaer mod hverandre, blev det nødvendigt at sørge for egen sikkerhed ved udsendelsen af gesandter (oratores, legati, ambasciatores), for derigennem at udforske modstanderens hensigter og i tide forberede forbund og aftale krigsplaner. Det viste sig da nyttigt i en eller anden nabostat at holde faste sendebud (residentes), der stadig kunne holde deres regering ajour med tilstande og politiske forhold i nabostaten, men udviklingen gik langsomt. Dels var det kostbart at holde residenter, dels ansås disse længe for besværlige spioner.
Fra begyndelsen af 1200-tallet organiserede Venedig ved faste reglementer sin udenlandske repræsentation og gav regler for sine udsendinge. Disse venezianske udsendinges relazioni er nu
en ypperlig historisk kilde. Franz Sforza, Milanos enevoldsherre, siges at have været den første, der fra 1446 faktisk holdt et sendebud som fast resident i Firenze. Efterhånden som brugen af stående hære voksede, efterfulgtes skikken andre steder.
Først i Italien: 1479 fik Venedig et fast gesandtskab i Paris og 1496 hos kejseren; senere i Spanien, hvor doktor Roderigo Gondesalvi de Puebla 1487-1500 var spansk ambassadør i England, og Frankrig, hvor Frans 1. af Frankrig var den første monark, der etablerede et helt organiseret diplomatisk maskineri. Fra 1536 var der f.eks. til stadighed franske residenter i Konstantinopel. Lidt efter lidt fulgte også de andre europæiske stater med, så brugen var stærkt udbredt henimod 1600. Sverige holdt således 1557-1561 Dionysius Beurreus som legatus perpetuus i England og 1571-1584 Anders Lorichs i Polen.
Fra 1600 blev brugen af faste diplomatiske forbindelser stedse hyppigere, særlig pga. Trediveårskrigens urolige forhold. Fra 1609 holdt Sverige residenter i Holland, fra 1612 i England. Under Trediveårskrigen udviklede Sveriges gesandtskabsvæsen sig stærkt. De betydeligste svenske legater var Johan Adler Salvius, Sten Nilsson Bielke og Axel Oxenstierna. I 1620'erne begyndte også Danmark at holde faste residenter i Sverige, Holland, England, Frankrig. og Østrig. Af disse ældste danske residenter kan nævnes Peder Wibe i Paris og Stockholm, doktor Johan Zobel i Paris, Wilhelm Below i London, Johan Löwe i Wien og Gottlieb von der Hagen i Bruxelles.
Til udviklingen og fastsættelsen af de diplomatiske former bidrog den Westfalske fred i 1648 overordentlig meget, og fra da af holdt som regel de mere betydelige europæiske stater faste gesandtskaber hos hverandre, og de tilfældige sendebud blev undtagelsen. Mht. de diplomatiske agenters vilkår, stilling og forhandlingsformer blev Frankrigs gennem Richelieu, Jules Mazarin og Ludvig 14. af Frankrig nøje organiserede diplomati toneangivende. Sin nuværende ordning fik diplomatie først ved det i Wien 19. marts 1815 vedtagne reglement om diplomatiske agenters rang, hvorved det faste diplomati deltes i fire rangklasser: Ambassadør, envoyé, ministerresident og Chargé d'affaires. De tre første akkrediteres direkte hos suverænen eller præsidenten, den sidste kun hos udenrigsministeren. Indenfor hver enkelt rangklasse rangerer medlemmerne efter ankomsttid til den pågældende hovedstad. Ekstraordinære delegationer anvendes nu som regel kun i anledning af suverænernes dødsfald og tronbestigning, eller også i ganske specielle anledninger, som fredsforhandlinger o.1.

## Diplomatiets virkemåde gennem tiderne
Diplomatiets opgave har altid været varetagelse af hjemlandets interesser i forholdet til den fremmede stat. Disse interesser opfattedes længe som væsentligst dynastiske, hvad særlig var tilfældet i 1600-tallet. Diplomatiets hovedformål var da at udspionere de forskellig hoffers hemmeligheder, svagheder, ønsker og planer og udnytte den vundne viden i egen principals øjemed. Hertil var alle midler gode: Bestikkelser, krænkelse af brevhemmeligheden, falske rygter, skinforslag, dobbeltsidige forhandlinger, hemmelige agenter etc. Alle disse intrigante metoder udvikledes allerede hos italienerne, da deres diplomati ordnedes fastere. Det klassiske franske diplomati under Richelieu og Ludvig 14. forsmåede ikke disse metoder, men behøvede dem mindre, da dets diplomatis arbejde støttedes af Frankrigs egen kraft. Noget ligende gælder det svenske og nederlandske diplomati i disse landes glanstider, hvorimod Ludvig 15. af Frankrig og hans statsminister ved hjælp af diplomatiske kunstgreb søgte at erstatte nedgangen i styrke. I end højere grad gjaldt dette svage stater som Sachsen, Polen og Danmark. Dette kabinetspolitikkens intrigante diplomati, gav diplomatiet det ry for tvetungethed og snedig gliden uden om, som det
endnu delvis har. Typer af denne art: Giulio Alberoni, Georg Heinrich von Görtz og Johann Reinhold von Patkul. Efterhånden, navnlig da i 1700-tallet nationernes interesser fik overhånd, fik diplomatiets handlemåde et mere realistisk præg: Frederik 2. af Preussen, Benjamin Franklin, Charles Maurice de Talleyrand. Revolutionskrigene skærpede yderligere de nationale interesser, og efterhånden som enkelte stater blev dominerende, blev følgen et af stormagterne helt behersket diplomati.
Tidligere tiders diplomati var mere selvstændigt, var fyldigere instrueret hjemmefra, og selvstændig politik fra stormagtsgesandtens side ikke ualmindelig: f.eks. de russiske gesandter i Konstantinopel. Fortidens diplomati havde friere spillerum, når instrukserne ikke slog til i forhold til begivenhedernes udvikling. I takt med de hurtigere post-, telegraf- og telefonforbindelser blev diplomatiets ledelse mere og mere koncentreret i de respektive udenrigsministerier. Gesandterne tager ikke selv stilling, men indhenter ordrer, når nye spørgsmål
dukker frem.

## Nutidens diplomati
Diplomatiets hovedopgave i vore dage er, foruden selve den diplomatiske forhandlingsvirksomhed, at reportere pålidelige underretninger til egen regering for at sætte denne i stand til at vurdere den politiske situation. Diplomater er udpegede repræsentanter for deres lands regering overfor værtslandet. Officiel kommunikation imellem lande foregår herved med diplomaten som et sendebud for sit lands regering.
Betingelserne for indtrædelse i diplomatiet er afhængigt af landets politiske system. I Danmark er diplomater embedsmænd, oftest tilknyttet Udenrigsministeriet. Medlemmer af Folketinget har ligeledes en diplomatisk rang men kan ikke repræsentere Danmark, uden godkendelse fra den akkrediteret ambassadør til det enkelte land.
For enkelte stormagters vedkommende er der fastsat en særlig diplomat- og konsuluddannelse. De vigtigste sprog, diplomatiet har benyttet i tidernes løb, kan siges at være babylonisk, græsk, latin, spansk og fransk.